# Samantha Logan
Samantha Jade Logan (Boston, 27 ottobre 1996) è un'attrice statunitense.

## Biografia
Samantha Logan si trasferisce a New York con la madre, Colleen Logan, all'età di dieci anni. Frequenta la Fiorello LaGuardia High School, nota scuola di spettacolo che compare nel film Saranno famosi, e inizia a lavorare come ballerina in tournée teatrali.

## Carriera
Dopo alcuni ruoli di supporto in serie televisive statunitensi tra cui Gossip Girl e Law & Order, ha interpretato il personaggio di Nona Clark nella serie televisiva 666 Park Avenue. A 15 anni debutta al cinema nel film Detachment. Successivamente ha preso parte al medical drama General Hospital nel ruolo di Taylor DuBois ma viene sostituita con Pepi Sonuga poiché impegnata a girare il suo secondo lungometraggio intitolato Una fantastica e incredibile giornata da dimenticare, con Steve Carell e Jennifer Garner. Nel 2014 si è unita al cast della quarta stagione della serie televisiva di MTV Teen Wolf e ha recitato in quattro episodi della sitcom Melissa & Joey al fianco di Nick Robinson.
A Los Angeles, girò l'episodio pilota di Recovery Road, una serie statunitense della ABC Family (ora Freeform) nella quale Samantha recitava da protagonista, ma prima del debutto in televisione ci fu un recasting e il ruolo passò a Jessica Sula.
Dal 2018 interpreta Olivia Baker nella serie televisiva The CW, All American.

## Vita privata
Logan sostiene organizzazioni benefiche come la Elizabeth Glaser Pediatric AIDS Foundation e Girls Up.
È di origini irlandesi e trinidadiane.
Dal 2018 al 2019 ha avuto una relazione con l'attore Dylan Sprayberry.

## Filmografia

### Cinema
- Detachment - Il distacco (Detachment), regia di Tony Kaye (2011)
- Una fantastica e incredibile giornata da dimenticare (Alexander and the Terrible, Horrible, No Good, Very Bad Day), regia di Miguel Arteta (2014)
- Polaroid, regia di Lars Klevberg (2019)
- L'uomo vuoto - The Empty Man (The Empty Man), regia di David Prior (2020)

### Televisione
- Gossip Girl – serie TV, episodio 3x06 (2009)
- Law & Order - Unità vittime speciali (Law & Order: Special Victims Unit) – serie TV, episodio 13x03 (2011)
- 666 Park Avenue – serie TV, 13 episodi (2012–2013)
- General Hospital – serie TV, 13 episodi (2013)
- Melissa & Joey – sitcom, 4 episodi (2014)
- Teen Wolf – serie TV, 3 episodi (2014)
- The Fosters – serie TV, 7 episodi (2014–2015)
- NCIS - Unità anticrimine – serie TV, 1 episodio, 13x18 (2016)
- Tredici – serie TV, 13 episodi (2018)
- All American – serie TV (2018-in corso)

## Doppiatrici italiane
Nelle versioni in italiano delle opere in cui ha recitato, Samantha Logan è stata doppiata da:
- Chiara Gioncardi in 666 Park Avenue, Polaroid
- Ludovica Bebi in Una fantastica e incredibile giornata da dimenticare
- Ughetta D'Onorascenzo in All American